# Sean-nós-Gesang
Sean-nós-Gesang (irisch sean-nós „alter Stil“) ist eine gälische, unbegleitete und stark ornamentierte Gesangsform. Es ist die traditionelle Gesangsform des irischsprachigen Irlands und des gälischsprachigen Schottlands.

## Merkmale
Es gibt zahlreiche regional und persönlich unterschiedliche Stile. Dennoch lassen sich einige allgemeingültige Merkmale des Sean-nós-Gesangs nennen:
Sean-nós-Gesang ist grundsätzlich unbegleiteter Sologesang in irischer Sprache. Tempo und Rhythmus sind frei, und die Melodie variiert von Strophe zu Strophe und von einer Aufführung zur nächsten. Typisch ist eine eher harte, manchmal stark nasalierte, aber nie „süße“ Stimme.
Die Konsonanten l, m, n und r werden oft betont und gedehnt, wodurch sich ein bordunartiger Klang ergibt. Ein Glottisschlag, der sonst in der irischen Sprache nicht üblich ist, wird oft verwendet.
Die Melodie wird auf verschiedene Weisen verziert, z. B. indem auf eine einzelne Silbe mehrere Noten gesungen werden (vergleichbar etwa mit Doppelschlag, Mordent oder Appoggiatura, vgl. Verzierung (Musik)). Dagegen gibt es im Sean-nós-Gesang kein Vibrato und keine Variation in der Dynamik.
Der Sean-nós-Gesang braucht, ganz ähnlich wie ein Geschichtenerzähler, ein aufmerksames Publikum und ein eher intimes, ruhiges Umfeld. Historisch fand es bei eher privaten Zusammenkünften statt, bei house céilís, Tänzen, Totenwachen oder Hochzeiten. Erst mit dem Rückgang solcher traditionellen Anlässe erschien der Sean-nós-Gesang auch in Pubs, auf Festivals und Wettbewerben.

## Geschichte
Erst nach der Gründung der Gälischen Liga 1893 wurde der Sean-nós-Gesang in der englischsprachigen Welt wahrgenommen. Der Begriff sean-nós wurde 1904 als Übersetzung des traditional singing („im alten Stil“) eingeführt.
Das Alter und der Ursprung des Sean-nós-Gesangs selbst sind unbekannt. Die meisten der heute gesungenen Lieder entstanden zwischen 1600 und 1850.

## Bekannte Vertreter
- Caitlín Maude
- Ciarán Ó Con Cheanainn
- Darach Ó Catháin
- Lasairfhíona Ní Chonaola
- Liam Ó Maonlaí
- Maighread Ní Dhomhnaill
- Nóirín Ní Riain
- Naisrín Elsafty
- Treasa Ní Cheannabháin
- Sibéal Ní Chasaide